# Freyberg-Eisenberg zu Hohenfreyberg

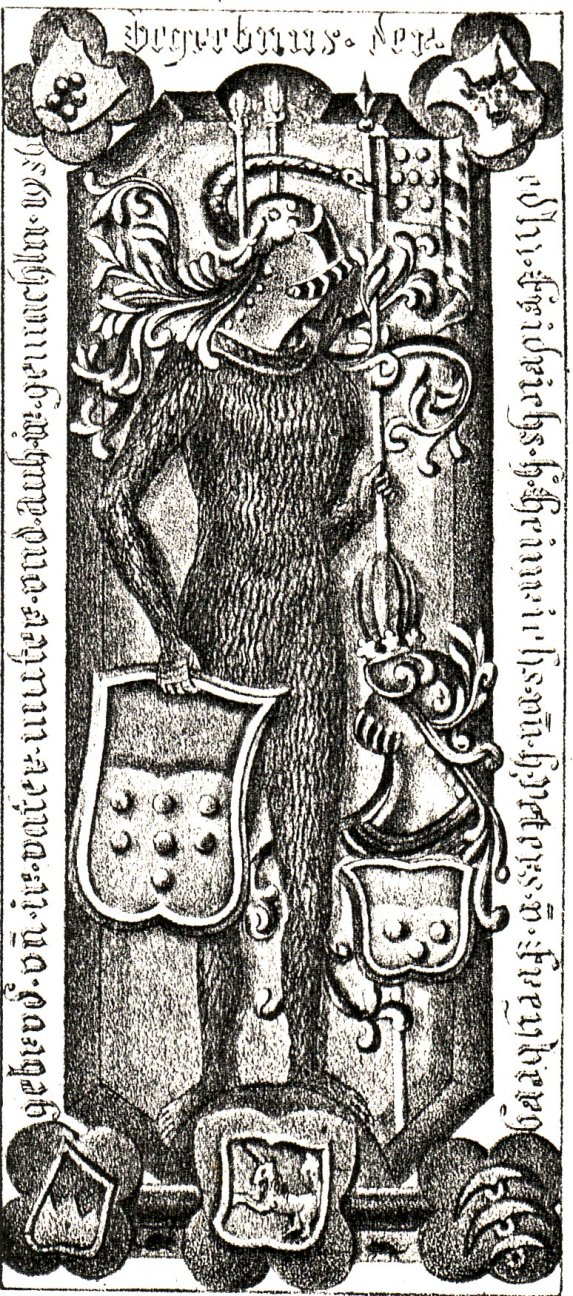
Grabmal für Friedrich von Freyberg-Eisenberg zu Eisenberg und seine Gemahlin Anna von Hohenegg und ihre Söhne Friedrich, Heinrich und Peter im Kloster Stams

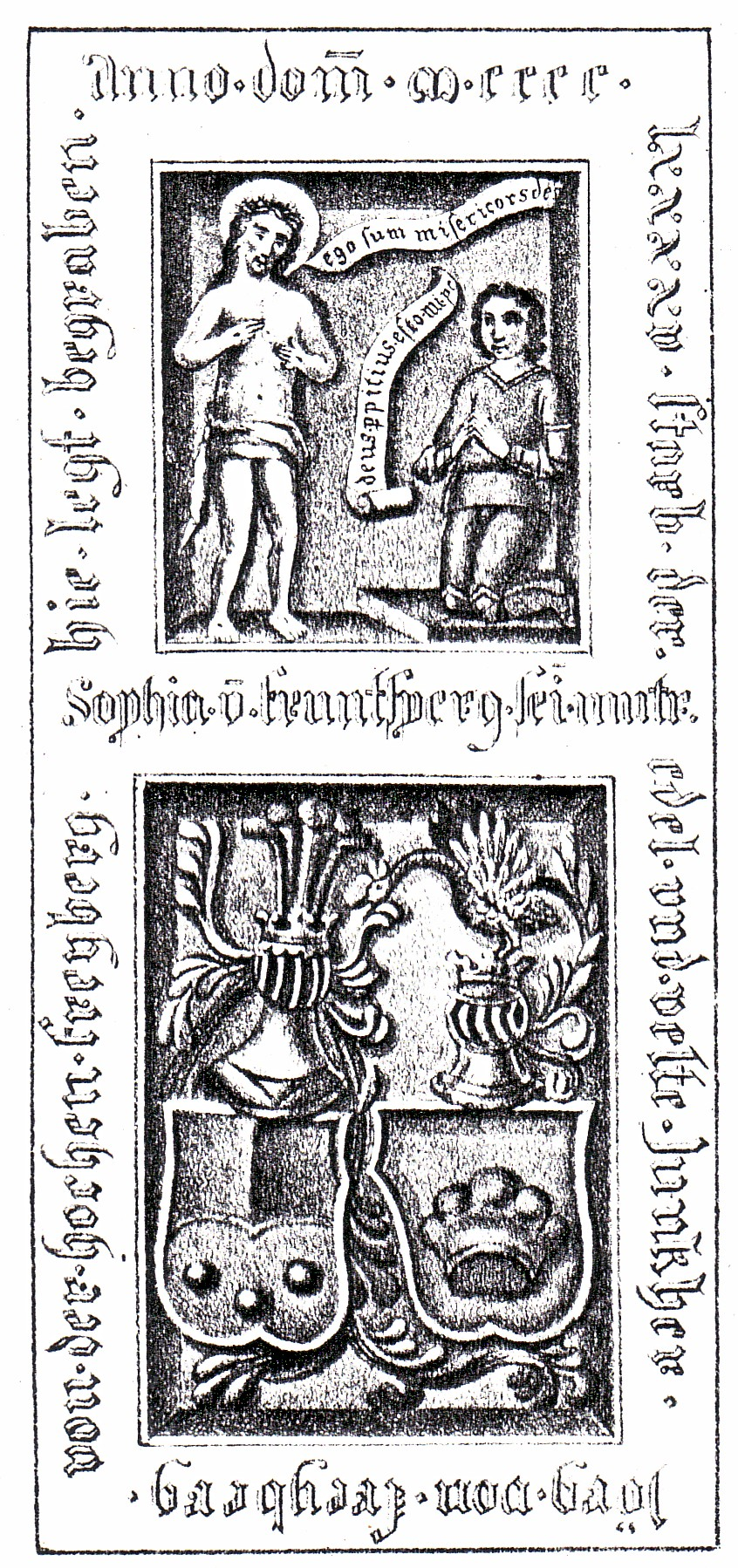
Grabmal für Georg von Freyberg-Eisenberg zu Hohenfreyberg und seine Mutter Sophia von Frundsberg im Kloster Stams

Eine Generation nach Friedrich von Freyberg-Eisenberg (*um 1340; † 1403), dem Stammvater der Freyberger auf der Burg Eisenberg, bildete sich der Seitenast Freyberg-Eisenberg zu Hohenfreyberg, der eine Generation später wieder endete.

## Stammvater
Friedrich von Freyberg-Eisenberg (* um 1340, † 6. Mai 1403) hatte mit seiner Frau Anna von Hohenegg drei Söhne. Vermutlich der Älteste dieser Söhne hieß wie der Vater Friedrich. Er gelangte spätestens 1401, wahrscheinlich aus einer Erbschaft von seiner Mutter her, in den Besitz der Herrschaft Lechsberg in der heutigen Gemeinde Fuchstal. 1403 wird er Friedrich der Junge von Freyberg „jetzt gesessen zu Lechsberg“ genannt.
Vor 1418 hat Friedrich von Freyberg die Sophia von Freundsberg/Frundsberg geehelicht. Sie brachte ihm eine Heimsteuer in Höhe von 1500 ungarischen Gulden mit in die Ehe. Um diese Zeit hat sich Friedrich auch seinen väterlichen Erbteil herausgeben lassen, der vor allem aus etwa 50 Bauerngütern rund um die Burg Eisenberg bestand. Damit gründete er eine neue Standesherrschaft, für die er von 1418 bis 1432 auf dem benachbarten Hügel die Burg Hohenfreyberg errichten ließ. 1423 nannte er sich Friedrich von Freyberg zu der Hohenfreyberg.
Als folgenschwerer Fehler erwies sich seine Bürgschaft über 1000 Gulden für Ursula von Starkenberg, einer geborenen Truchsessin von Waldburg. Als Herzog Friedrich IV. von Österreich den Starkenberger vertrieb und auch die Güter der Ursula von Waldburg einzog, forderte diese von den Bürgen Ersatz für ihren Verlust. 1429 bekam sie vor dem Hofgericht zu Rottweil Recht. Der Streit fand erst 1447 ein Ende, als Herzog Sigmund von Österreich die Forderungen der Truchsessin befriedigte.
Der Bau einer eigenen Burg und auch der langwierige Prozess um die Bürgschaft werden den Friedrich finanziell schwer belastet haben. Viele urkundliche Nachrichten berichten jedenfalls über Verkäufe durch Friedrich, darunter 1444 die Übereignung seines Anteiles an der Herrschaft Lechsberg an den Bruder Peter von Freyberg-Eisenberg.
Friedrich von Freyberg-Eisenberg zu Hohenfreyberg starb bald nach 1452. Er hatte neun Kinder, darunter die Söhne Friedrich, Heinrich und Georg.

## Zweite Generation
Der Sohn Friedrich machte laut Familienchronik große Reisen „auch in die Haidenschafft“ und blieb offenbar unvermählt auf der väterlichen Burg, wo er Besitzanteile hatte. Er hat 1462 und 1464 mit Erzherzog Sigmund von Österreich-Tirol zwei Dienstverträge (Reverse) abgeschlossen. Darin verpflichtete sich Friedrich, dem Herzog auf zwei Jahre mit vier „wohlgerüsteten Gesellen“ dienen zu wollen. Außerdem versprach er im Notfall, dem Herzog seine Burg zu öffnen, doch dürfen die Rechte seiner Brüder am Burgfrieden nicht angetastet werden. Der Herzog ließ sich diese Verpflichtungserklärungen jährlich 200 fl kosten. Friedrich von Freyberg-Eisenberg zu Hohenfreyberg wird nach 1476 nicht mehr erwähnt, angeblich starb er in Palestina.
Sein Bruder Heinrich ist in der Familienchronik nicht aufgeführt. Urkundlich taucht er aber mehrfach in Kaufbeurer Urkunden auf. Er heiratete Klara Honold, die Witwe des Augsburger Patriziers Sebastian Ilsung. Wie sein Bruder Friedrich erklärte 1466 auch Heinrich, dem österreichischen Herzog selbander (zu zweit) auf zwei Jahre dienen zu wollen. 1480 war er nicht mehr am Leben. In diesem Jahr übereignete seine Witwe Klara den Kaufbeurer Franziskanerinnen ihre Grabstätte mit Grabstein.
Nur der dritte Bruder Georg wurde älter. Er lebte wohl dauerhaft auf der Burg Hohenfreyberg. Nachdem er seinerseits 1463 einen Dienstvertrag mit Herzog Ludwig IX. von Bayern-Landshut abgeschlossen hatte, ergab sich das Problem, wem nun die Burg offen gehalten werden musste, falls es zwischen Herzog Sigmund von Österreich und dem Bayern zum Krieg käme. Dass zwischen den Brüdern von Freyberg „zwitracht gewesen sint“, wird jedenfalls in einem Vertragsbrief von 1465 berichtet. Nach dem Tod seiner beiden Brüder ist Georg zweifellos alleiniger Inhaber der Herrschaft Hohenfreyberg gewesen. 1481 schloss er nun ebenfalls einen Dienstrevers mit Herzog Sigmund ab. Zu diesem Zeitpunkt hatte er aber Burg und Herrschaft bereits an den Österreicher verkauft, denn in dem Vertrag ist keine Öffnungsklausel mehr enthalten. Für 1482 ist auch bezeugt, dass die Untertanen ihrem neuen Herren, Erzherzog Sigmund von Österreich-Tirol, den Huldigungseid geleistet haben.
Georg von Freyberg ist 1495 gestorben. Sein Grabmal befindet sich im Kloster Stams. Er hat keinen männlichen Nachkommen hinterlassen, so dass die Seitenlinie Freyberg-Eisenberg zu Hohenfreyberg mit ihm wieder erlosch.